# Cast of Thousands
 (juin 2017).
Si vous disposez d'ouvrages ou d'articles de référence ou si vous connaissez des sites web de qualité traitant du thème abordé ici, merci de compléter l'article en donnant les références utiles à sa vérifiabilité et en les liant à la section « Notes et références ».
Albums de The Adverts
Crossing the Red Sea with The Adverts
(1978) Live at the Roxy Club
(1990)
Singles
1. Television's Over / Back From the Dead
Sortie : 10 novembre 1978
2. My Place / New Church (live in Germany)
Sortie : 1er juin 1979
3. Cast of Thousands / I Will Walk You Home
Sortie : 19 octobre 1979

Cast of Thousands est le deuxième album studio du groupe de punk rock britannique The Adverts, paru le 12 octobre 1979.

## Présentation
Cast of Thousands est publié en 33 tours et cassette sous le label RCA Victor, alors que les précédents albums du groupe sont parus chez les labels indépendants Bright records, Anchor Records (en) et Stiff Records.
Le disque est produit par Tom Newman, connu pour son travail avec Mike Oldfield (à commencer par Tubular Bells en 1973), enregistré au Manor Studio et au studio The Barge, notamment.
Tim Cross, aux claviers, a aussi joué avec Oldfield de 1979 à 1983.
Trois 45 tours sont édités par RCA Victor en 1978 et 1979 : Television's Over / Back From The Dead, My place / New Church (Live) et Cast Of Thousands / I Will Walk You Home.
Back From the Dead, face B du single Television's Over et l'un des titres bonus des rééditions, est composé par T. V. Smith et Richard Strange (en). Le groupe de Richard Strange, Doctors of Madness (en), joue une version de cette chanson sur son album Sons of Survival.

### Réception critique
Lors de sa sortie, l'album n'est pas bien reçu par la presse musicale (telle, par exemple, la chronique de P. Morley pour l'hebdomadaire musical NME) alors que le groupe se sépare et n'en assure pas la promotion. Les rééditions remasterisées sont l'occasion, pour la critique, de réévaluer cet album (voir ainsi le mea culpa de l'ancien correspondant de Sounds, Mick Middles).

### Rééditions
RCA Victor sort une édition de l'album en Espagne en 1980.
Anagram records (une division de Cherry Red Records Ltd.) l'édite en CD en 1998, avec 4 titres bonus.
Le label britannique The Devils Own Jukebox publie, en 2005, Cast of Thousands - The Ultimate Edition, un double CD reprenant, sur le premier CD, l'album ainsi que les deux titres du 45t Television's Over, remastérisés par Jon Caffery dans son Monoposto Mastering Studio de Düsseldorf. Sur le deuxième CD figurent 18 titres The Complete Adverts Radio Sessions enregistrés par Tony Wilson, producteur des Peel Sessions de BBC Radio 1. La sortie est agrémentée d'un livret de 16 pages, comprenant les paroles des chansons et des notes de T. V. Smith et du chanteur et écrivain américain Henry Rollins.
En 2010, un autre label britannique, Fire Records, republie ce double CD.

## Liste des titres
Toutes les chansons sont écrites et composées par T. V. Smith.
| No  | Titre             | Durée |
| --- | ----------------- | ----- |
| A1. | Cast of Thousands | 5:25  |
| A2. | The Adverts       | 3:07  |
| A3. | My Place          | 2:50  |
| A4. | Male Assault      | 2:27  |
| A5. | Television's Over | 3:18  |

| B2.   | Fate of Criminals    | 3:09 |
| B3.   | Love Songs           | 2:27 |
| B3.   | I Surrender          | 3:03 |
| B4.   | I Looked at the Sun  | 4:16 |
| B5.   | I Will Walk You Home | 4:03 |
| 34:05 |                      |      |

Toutes les chansons sont écrites et composées par T. V. Smith,  sauf Back From the Dead par Richard Strange (en) et T. V. Smith.
| Titres bonus - Réédition CD (Royaume-Uni, Anagram Records, février 1998) | Titres bonus - Réédition CD (Royaume-Uni, Anagram Records, février 1998) | Titres bonus - Réédition CD (Royaume-Uni, Anagram Records, février 1998) | Titres bonus - Réédition CD (Royaume-Uni, Anagram Records, février 1998) | Titres bonus - Réédition CD (Royaume-Uni, Anagram Records, février 1998) | Titres bonus - Réédition CD (Royaume-Uni, Anagram Records, février 1998) | Titres bonus - Réédition CD (Royaume-Uni, Anagram Records, février 1998) | Titres bonus - Réédition CD (Royaume-Uni, Anagram Records, février 1998) | Titres bonus - Réédition CD (Royaume-Uni, Anagram Records, février 1998) | Titres bonus - Réédition CD (Royaume-Uni, Anagram Records, février 1998) |
| No                                                                       | Titre                                                                    | Durée                                                                    |                                                                          |                                                                          |                                                                          |                                                                          |                                                                          |                                                                          |                                                                          |
| ------------------------------------------------------------------------ | ------------------------------------------------------------------------ | ------------------------------------------------------------------------ | ------------------------------------------------------------------------ | ------------------------------------------------------------------------ | ------------------------------------------------------------------------ | ------------------------------------------------------------------------ | ------------------------------------------------------------------------ | ------------------------------------------------------------------------ | ------------------------------------------------------------------------ |
| 11.                                                                      | Television's Over (Single version)                                       | 3:20                                                                     |                                                                          |                                                                          |                                                                          |                                                                          |                                                                          |                                                                          |                                                                          |
| 12.                                                                      | Back From the Dead                                                       | 1:40                                                                     |                                                                          |                                                                          |                                                                          |                                                                          |                                                                          |                                                                          |                                                                          |
| 13.                                                                      | New Church (Live)                                                        | 3:01                                                                     |                                                                          |                                                                          |                                                                          |                                                                          |                                                                          |                                                                          |                                                                          |
| 14.                                                                      | Cast of Thousands (Single version)                                       | 3:33                                                                     |                                                                          |                                                                          |                                                                          |                                                                          |                                                                          |                                                                          |                                                                          |
| 45:48                                                                    |                                                                          |                                                                          |                                                                          |                                                                          |                                                                          |                                                                          |                                                                          |                                                                          |                                                                          |

### The Ultimate Collection
L'album est réédité, au Royaume-Uni, en janvier 2005 par The Devils Own Jukebox et en novembre 2010 par Fire Records, sous forme d'une compilation 2 × CD, comprenant, sur le disque 1, l'album original remastérisé augmenté de 2 titres bonus et, sur le disque 2 intitulé The Complete Adverts Radio Sessions, 18 morceaux enregistrés dans les conditions du live pour les besoins du John Peel Show sur la BBC Radio 1.
| 11. | Television's Over (single version) | 3:20 |
| 12. | Back From the Dead                 | 1:41 |

| 1.  | One Chord Wonders     | 2:30 |
| 2.  | Bored Teenagers       | 1:53 |
| 3.  | Gary Gilmore's Eyes   | 2:17 |
| 4.  | Newboys               | 3:20 |
| 5.  | Quickstep             | 3:19 |
| 6.  | We Who Wait           | 2:04 |
| 7.  | New Church            | 2:33 |
| 8.  | Safety in Numbers     | 3:22 |
| 9.  | Great British Mistake | 3:33 |
| 10. | Fate of Criminals     | 3:09 |
| 11. | Television's Over     | 3:22 |
| 12. | Love Songs            | 2:35 |
| 13. | Back From the Dead    | 1:39 |
| 14. | I Surrender           | 3:07 |
| 15. | The Adverts           | 3:18 |
| 16. | I Looked at the Sun   | 4:28 |
| 17. | Cast of Thousands     | 4:59 |
| 18. | I Will Walk You Home  | 4:43 |

Note
The Complete Adverts Radio Sessions est enregistré lors de 4 séances au Maida Vale Studio 4 de la BBC à Londres (Royaume-Uni)
- Titres nos 1 à 5 enregistrés le 25 avril 1977[11]
- Titres nos 6 à 9 enregistrés le 23 août 1977[12]
- Titres nos 10 à 14 enregistrés le 21 août 1978[13]
- Titres nos 15 à 18 enregistrés le 16 octobre 1979[14]

## Crédits

### Membres du groupe
- T. V. Smith : chant
- Gaye Advert : basse,
- Howard Pickup : guitare, chant
- Rod Latter : batterie
- Tim Cross : claviers (piano, synthétiseur)

Musiciens additionnels
- Richard Strange (en) : synthétiseur sur Cast Of Thousands
- Tom Newman : synthétiseur sur I Will Walk You Home

Peel Sessions
- Laurie Driver : batterie (1re et 2e session)
- Nick Martinez : batterie (4e session)

### Équipes technique et production
- Production : Tom Newman
- Production (Peel Sessions) : John Sparrow, Malcolm Brown, Tony Wilson
- Ingénierie (Peel Sessions) : Bill Aitken, Mike Robinson, Dave Dade